# Damon Galgut
Damon Galgut, född 12 november 1963 i Pretoria, är en prisbelönt sydafrikansk dramatiker och författare.
Galgut föddes och växte upp i Pretoria. Som sexåring blev han diagnosticerad med cancer och långa sjukhusvistelser lade grunden för hans förkärlek för berättande. Han studerade vid Pretoria Boys High School och sedermera drama vid Universitetet i Kapstaden, en stad som han alltsedan 1990-talet varit bosatt i.
Han debuterade 1982 med A Sinless Season, en thriller som utspelar sig på en ungdomsvårdskola. Han har också skrivit noveller och pjäser. För romanen The Beautiful Screaming of Pigs fick han 1992 CNA-priset, Sydafrikas mest berömda litterära pris.
Den 3 november meddelade Booker Prize Foundation att Galgut tilldelas 2021 års Bookerpris för boken The Promise, som skildrar en afrikaanerfamiljs svårigheter från slutet av apartheideran fram till 2010-talet. Galgut blev därmed den tredje sydafrikanen att ta emot litteraturpriset efter Nadine Gordimer (1974) och J.M. Coetzee (1983 och 1999).
Galgut är också redaktör för den litterära tidskriften New Contrast. Han utövar yoga och äger varken bil eller TV.